# 발꿈치뼈

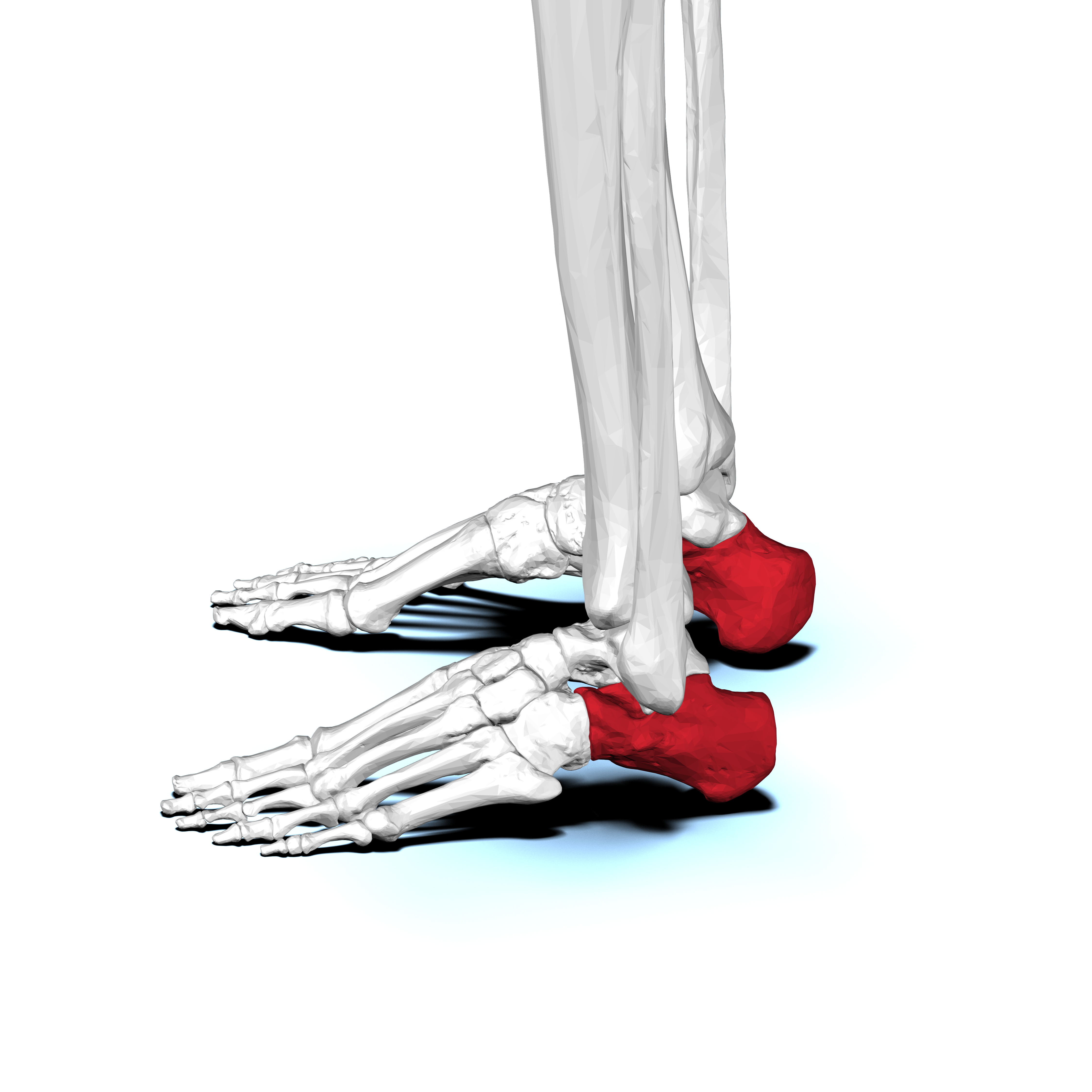

발꿈치뼈(Calcaneus) 또는 종골은 발꿈치(heel)에 있는 발목뼈(tarsal bone)이다. 발목뼈 중 근위 족근열(proximal row of tarsal bones)에 속한다.